# Excuse 17 (album)
Excuse 17 (stylizowane również jako Excuse Seventeen) – debiutancki album długogrający żeńskiej grupy indierockowej Excuse 17, wydany w kwietniu 1995 przez niezależną wytwórnię muzyczną Chainsaw Records.

## Lista utworów
1. "Vanishing Act" - 3:03
2. "Two Faced" - 2:03
3. "Cut and Dry" - 2:58
4. "Hope You Feel Bad" - 2:51
5. "Despise" - 2:17
6. "Carson" - 3:19
7. "Code Red" - 2:59
8. "We're the Seniors (And We Rule the School)" - 2:42
9. "Imaginary Friend" - 2:26
10. "Groundhog's Day" - 3:28
11. "Break and Enter" - 2:03

## Wykonawcy
- Carrie Brownstein - gitara, śpiew
- Becca Albee - gitara basowa, śpiew
- Curtis Phillips - perkusja